# Bouarfa
Bouarfa (in arabo بوعرفة‎?; in berbero: ⴱⵓⵄⴰⵔⴼⴰ) è una città del Marocco, nella provincia di Figuig, nella regione Orientale.
La città è anche conosciuta come Bou 'rfa o Bū'arfah.